# Interstate H-2
Interstate H-2 är en väg, Interstate Highway, i USA. Den går på ön Oahu, Hawaii. Vägen går i nord-sydlig riktning och kallas även för Veterans Memorial Freeway.